# Bargum
Bargum (frisó septentrional goesharder Beergem) és un municipi del districte de Nordfriesland, dins l'Amt Mittleres Nordfriesland, a l'estat alemany de Slesvig-Holstein. Comprèn els llogarets d'Ost-Bargum, West-Bargum i Soholmbrück.

## Galeria d'imatges

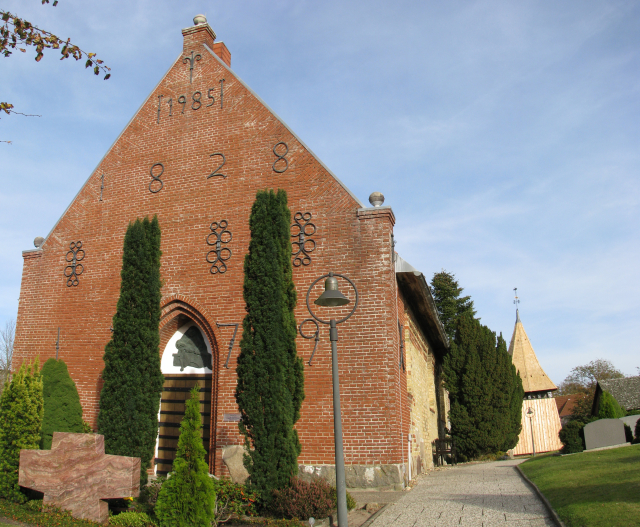
Església de Bargum
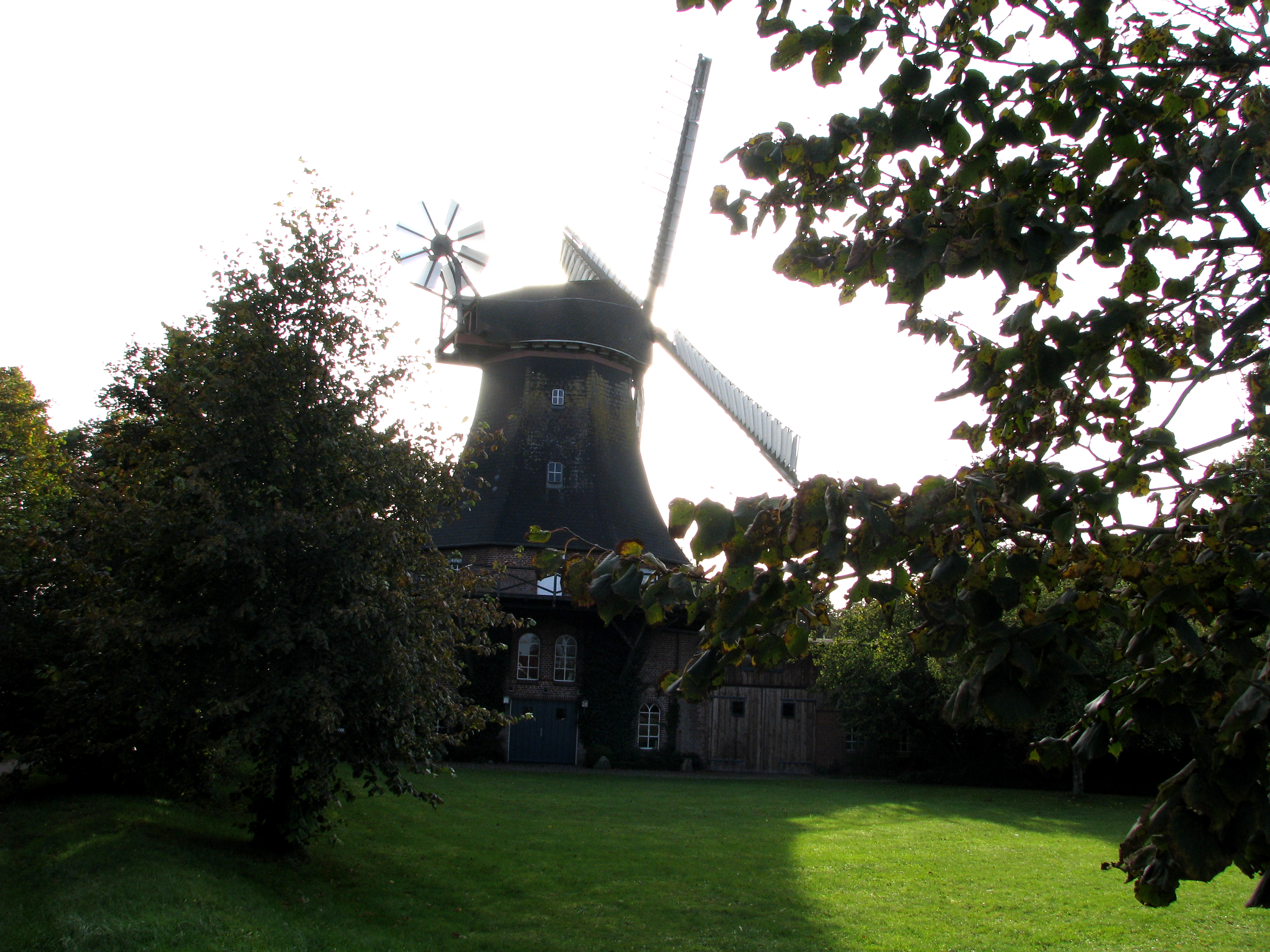
Molí de Bargum